# Boaedon capensis
Espèce
Synonymes
- Boaedon capense Duméril, Bibron & Duméril, 1854
- Lamprophis capensis (Duméril, Bibron & Duméril, 1854)

Boaedon capensis est une espèce de serpents de la famille des Lamprophiidae.

## Répartition
Cette espèce se rencontre en Afrique du Sud, au Mozambique, en Zambie, au Zimbabwe et au Botswana.

## Description
Dans sa description les auteurs indiquent que le spécimen en leur possession mesure 67,5 cm dont 8,5 cm pour la queue.

## Étymologie
Son nom d'espèce, composé de cap et du suffixe latin -ensis, « qui vit dans, qui habite », lui a été donné en référence au lieu de sa découverte situé dans les environs du Cap.

## Publication originale
- Duméril, Bibron & Duméril, 1854 : Erpétologie générale ou histoire naturelle complète des reptiles. Tome septième. Première partie, p. 781-1536 (texte intégral).